# Movimento Republicano Popular
O Movimento Republicano Popular (em francês: Mouvement Républicain Populaire, MRP) foi um partido político democrata-cristão da França.
O MRP foi fundado em 1944 por Georges Bidault e Robert Buron, seguindo uma linha democrata-cristã e tentando integrar os católicos, que, durante muito tempo, viam o regime republicano como ameaça à Igreja Católica.
Inicialmente, o partido foi um dos maiores partidos do sistema francês, tendo apoio semelhante ao dos comunistas e socialistas, a rondar os 25%. A partir da década de 1950, o partido começou a cair eleitoralmente, apesar de se manter influente em diversos governos da IV República. 
O MRP, além de ter sido um defensor do colonialismo, foi o mais firme apoiante do federalismo europeu, muito graças a Robert Schuman, um dos maiores apoiantes de uma União Europeia.
Com o ressurgimento de De Gaulle e a instauração da V República, em 1958, o partido perdeu ainda mais influência eleitoral, até se dissolver em 1967.

## Resultados eleitorais

### Eleições presidenciais
| Data | Candidato apoiado | 1ª Volta  | 1ª Volta   | 2ª Volta | 2ª Volta |
| Data | Candidato apoiado | Votos     | %          | Votos    | %        |
| ---- | ----------------- | --------- | ---------- | -------- | -------- |
| 1965 | Jean Lecanuet     | 3 777 120 | 15,6 (3.º) |          |          |

### Eleições legislativas
| Data    | Votos     | %          | +/-  | Deputados | +/- | Status  |
| ------- | --------- | ---------- | ---- | --------- | --- | ------- |
| 1945    | 4 780 338 | 24,9 (2.º) |      | 141 / 522 |     | Governo |
| 06/1946 | 5 589 213 | 28,2 (1.º) | 3,3  | 166 / 586 | 25  | Governo |
| 11/1946 | 4 988 609 | 26,0 (2.º) | 2,2  | 173 / 627 | 7   | Governo |
| 1951    | 2 369 778 | 12,5 (5.º) | 13,5 | 95 / 625  | 78  | Governo |
| 1956    | 2 366 321 | 11,1 (6.º) | 1,5  | 83 / 595  | 12  | Governo |
| 1958    | 2 387 788 | 11,6 (6.º) | 0,5  | 57 / 466  | 26  | Governo |
| 1962    | 1 655 695 | 9,1 (4.º)  | 2,5  | 36 / 476  | 21  | Governo |